# Annoville
Annoville is een plaats en voormalige gemeente in het Franse departement Manche in de regio Normandië. De plaats maakt deel uit van het arrondissement Coutances. Annoville is op 1 januari 2023 gefuseerd met de gemeente Lingreville tot de gemeente Tourneville-sur-Mer. Annoville telde in 2005 571 inwoners.

## Geografie
De oppervlakte van Annoville bedraagt 8,5 km², de bevolkingsdichtheid is 67,2 inwoners per km².
De onderstaande kaart toont de ligging van Annoville met de belangrijkste infrastructuur en aangrenzende gemeenten.

## Demografie
Onderstaande figuur toont het verloop van het inwonertal (bron: INSEE-tellingen).